# Malbouhans
Malbouhans est une commune française située dans le département de la Haute-Saône, la région culturelle et historique de Franche-Comté et la région administrative Bourgogne-Franche-Comté.
Ses habitants sont appelés les Camboillots.
Elle est connue pour son ancien aérodrome militaire.

## Géographie

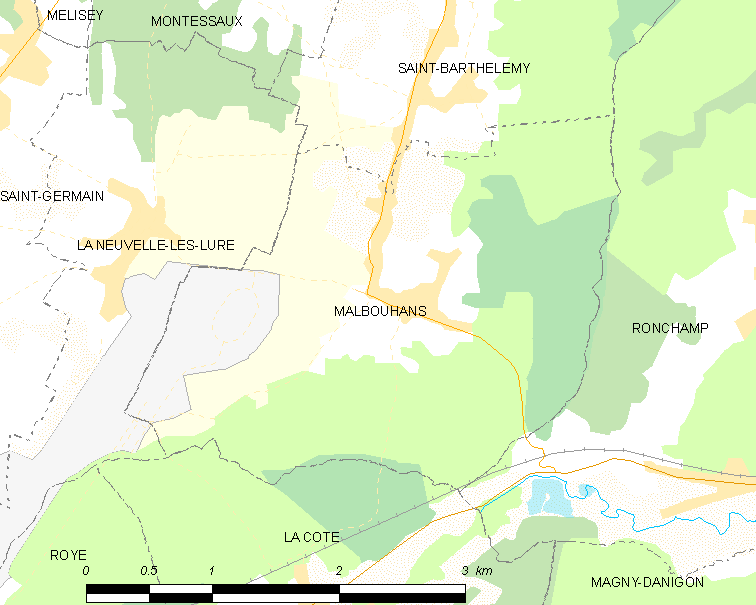
Le territoire communal dans son contexte local.

335 hectares du sol communal sont boisés dont 59 de bois communaux. Une rivière traverse le territoire du nord au sud.

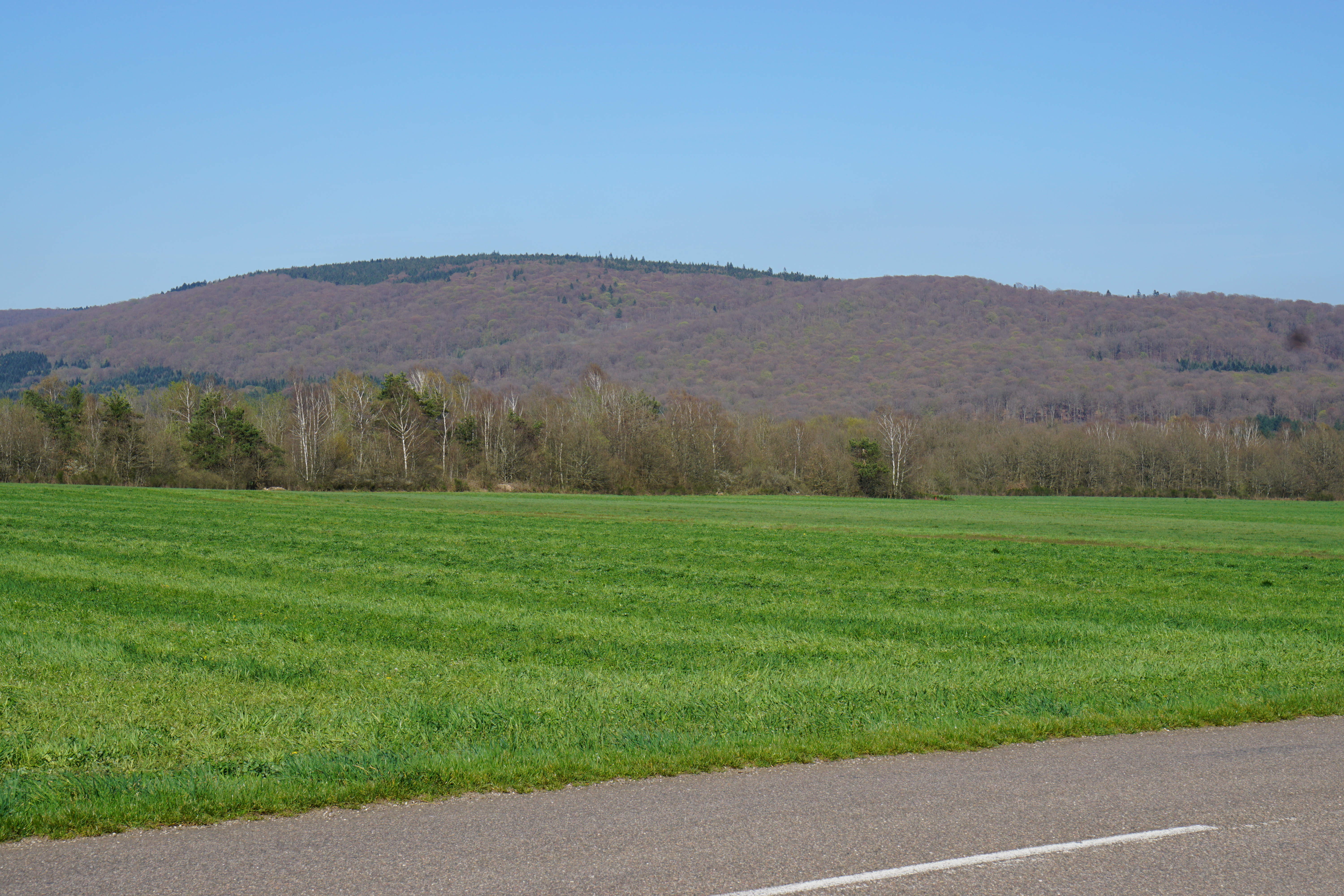
Le mont de Vannes.

### Géologie
Malbouhans est construite sur le plateau de Haute-Saône dans la dépression sous-vosgienne et s'appuie sur le versant méridional du massif des Vosges. Le territoire communal repose sur le bassin houiller stéphanien sous-vosgien.

### Climat
Pour des articles plus généraux, voir Climat de la Bourgogne-Franche-Comté et Climat de la Haute-Saône.
En 2010, le climat de la commune est de type climat de montagne, selon une étude du Centre national de la recherche scientifique s'appuyant sur une série de données couvrant la période 1971-2000. En 2020, Météo-France publie une typologie des climats de la France métropolitaine dans laquelle la commune est exposée à un climat semi-continental et est dans la région climatique  Lorraine, plateau de Langres, Morvan, caractérisée par un hiver rude (1,5 °C), des vents modérés et des brouillards fréquents en automne et hiver. 
Pour la période 1971-2000, la température annuelle moyenne est de 10 °C, avec une amplitude thermique annuelle de 17,2 °C. Le cumul annuel moyen de précipitations est de 1 342 mm, avec 13,3 jours de précipitations en janvier et 10,6 jours en juillet. Pour la période 1991-2020, la température moyenne annuelle observée sur la station météorologique de Météo-France la plus proche, « Étobon », sur la commune d'Étobon à 10 km à vol d'oiseau, est de 10,7 °C et le cumul annuel moyen de précipitations est de 1 272,5 mm. 
La température maximale relevée sur cette station est de 38,5 °C, atteinte le 24 juillet 2019 ; la température minimale est de −18 °C, atteinte le 1er mars 2005,,. 
Les paramètres climatiques de la commune ont été estimés pour le milieu du siècle (2041-2070) selon différents scénarios d'émission de gaz à effet de serre à partir des nouvelles projections climatiques de référence DRIAS-2020. Ils sont consultables sur un site dédié publié par Météo-France en novembre 2022.

## Urbanisme

### Typologie
Au 1er janvier 2024, Malbouhans est catégorisée commune rurale à habitat dispersé, selon la nouvelle grille communale de densité à sept niveaux définie par l'Insee en 2022.
Elle appartient à l'unité urbaine de Mélisey, une agglomération intra-départementale regroupant trois  communes, dont elle est une commune de la banlieue,,. Par ailleurs la commune fait partie de l'aire d'attraction de Belfort, dont elle est une commune de la couronne,. Cette aire, qui regroupe 91 communes, est catégorisée dans les aires de 50 000 à moins de 200 000 habitants,.

### Occupation des sols
L'occupation des sols de la commune, telle qu'elle ressort de la base de données européenne d’occupation biophysique des sols Corine Land Cover (CLC), est marquée par l'importance des forêts et milieux semi-naturels (55,9 % en 2018), en augmentation par rapport à 1990 (55 %). La répartition détaillée en 2018 est la suivante : 
forêts (55,9 %), prairies (12,5 %), zones agricoles hétérogènes (12,1 %), zones industrielles ou commerciales et réseaux de communication (10 %), terres arables (5,8 %), zones urbanisées (3,8 %). L'évolution de l’occupation des sols de la commune et de ses infrastructures peut être observée sur les différentes représentations cartographiques du territoire : la carte de Cassini (XVIIIe siècle), la carte d'état-major (1820-1866) et les cartes ou photos aériennes de l'IGN pour la période actuelle (1950 à aujourd'hui).

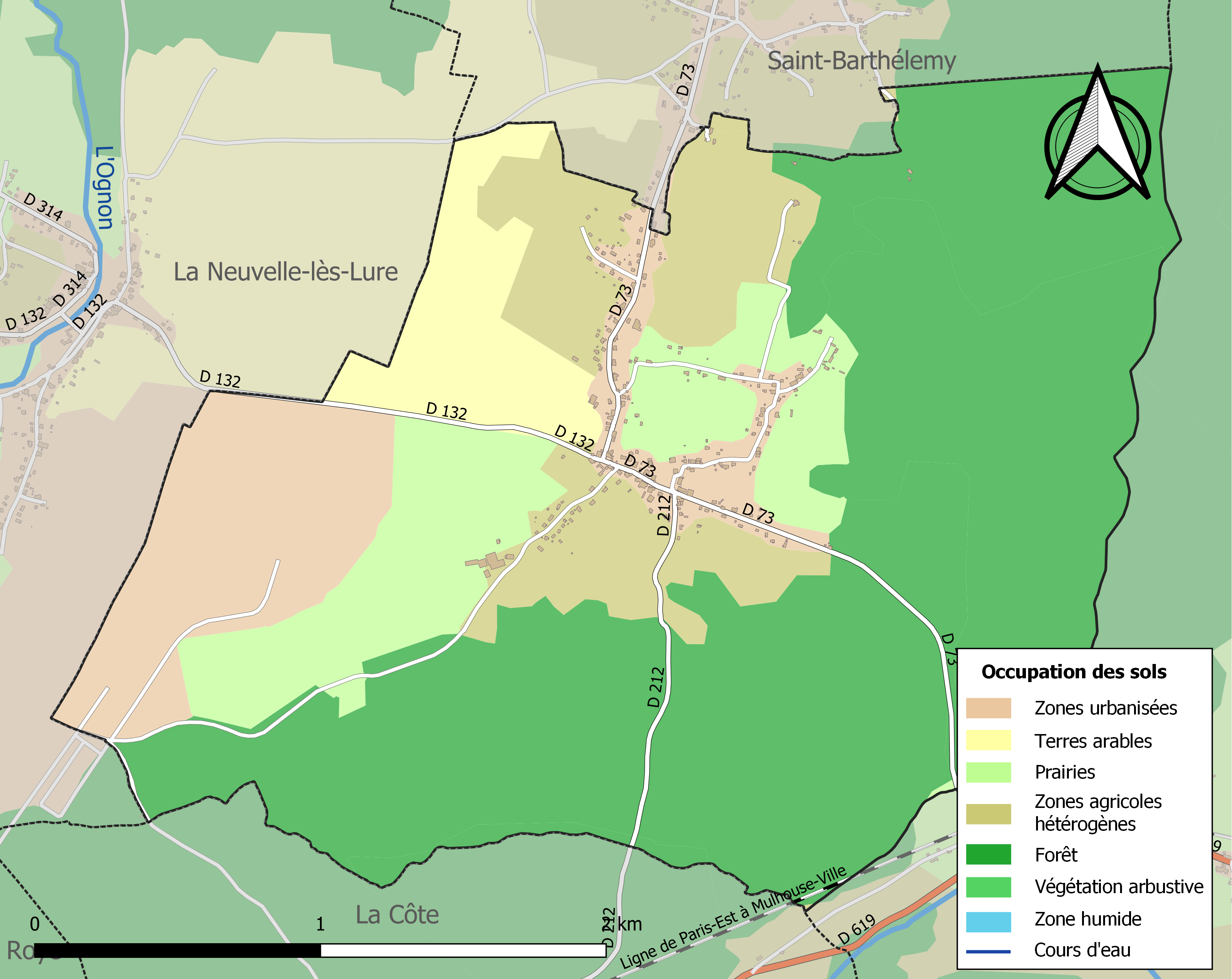
Carte des infrastructures et de l'occupation des sols de la commune en 2018 (CLC).

### Projet d'aménagement et paysage
La commune fait partie du plan local d'urbanisme intercommunal (PLUi) de la communauté de communes du pays de Lure (CCPL), document d'urbanisme de référence pour la commune et toute l'intercommunalité approuvé le 26 juin 2018. Malbouhans fait également partie du SCOT du pays des Vosges saônoises, un projet de territoire visant à mettre en cohérence l'ensemble des politiques sectorielles, notamment en matière d’habitat, de mobilité, d’aménagement commercial, d’environnement et de paysage.

## Toponymie
Le nom de la localité est attesté sous les formes Malboens au XIIe siècle, puis Malboans en 1150, et enfin Maboens à la fin du siècle, vers 1187. C'est d'ailleurs à cette date qu'il est mentionné dans une bulle de Grégoire VII Wiederholt. Le nom actuel apparaît en 1279.
Le nom est d’origine germanique ; il est issu du nom de personne Madalbod employé avec le suffixe -ingos, romanisation du suffixe germanique -ingen,. Cette théorie des noms d'hommes burgondes de Perrenot, publiée en 1942 sous l’Occupation, est suspectée de pangermanisme. Aussi, du point de vue linguistique, sa systématisation est critiquable, car bien des toponymes sont des cas uniques.
Il est notable que nombre de toponymes français se terminant par -en, -an ou -on, comme Rouen, Ruan, Nouhant, Nions et bien d'autres, remontent au gaulois magos « terrain plat », par disparition du G et nasalisation de la voyelle finale. Or, Malbouhans est précisément caractérisé par son terrain plat transformé en aérodrome. La racine bo- n'est autre que le nom de la vache en gaulois. Cette étymologie possède un sens agricole concret désignant un « terrain plat pour les vaches ». Le préfixe ma-, devenue mal- au Moyen Âge par attraction de l'adjectif français, peut renvoyer au gaulois magio- devenu maio- et signifiant « grand ». Soit, pour Malbouhans : un étymon possible maio-bo-magos « grand terrain plat à vaches ». Celui-ci réfère à la réalité du lieu et respecte les lois phonétiques, faute d'attestation plus ancienne.

## Histoire

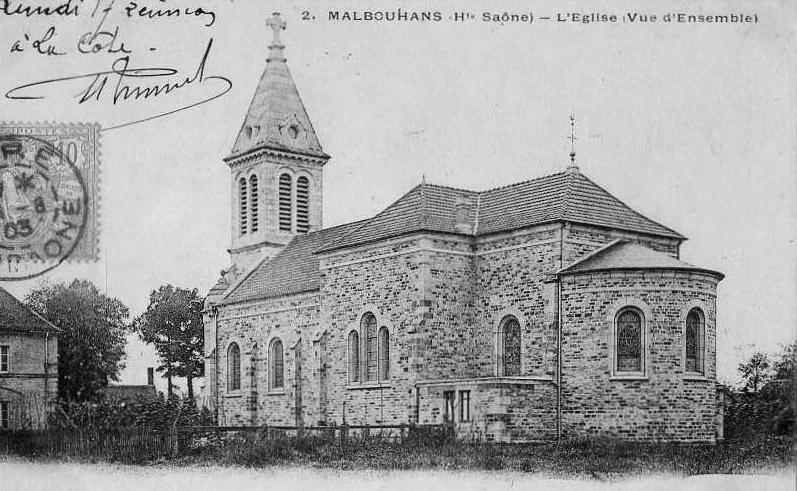
L'église au début du XXe siècle.

Le village, a appartenu aux seigneurs de Faucogney jusqu'à la Révolution française.
S'y trouvent les vestiges bien reconnaissables de la voie romaine reliant Mandeure à Luxeuil.
La renommée du village s'est appuyée jusqu'au milieu du XIXe siècle, sur l'activité de deux verreries qui produisaient des feuilles de verre, verres de couleur pour les vitraux d'églises et un verre ressemblant à une porcelaine demi-transparente pour les sucriers et les compotiers.
La verrerie de la Saulnaire, dont les propriétaires ont fondé un orphelinat et y ont adjoint une chapelle vers 1877, est en cours de restauration[Quand ?]. Cette famille a laissé également une importante somme d'argent pour la construction d'une nouvelle église de style néo-roman, inaugurée en 1901.
Le village compte de nombreux mineurs travaillant aux houillères de Ronchamp entre le XVIIIe siècle et le XXe siècle. Il fait alors partie du territoire du bassin minier. Un sondage de recherche du charbon est entrepris par la compagnie de Mourière. Cette société possède une concession qui comprend une partie située à l'est du territoire communal et souhaite l'étendre : le résultat est négatif à 374 mètres de profondeur.
Quatorze personnes de la commune sont mortes au cours de la Première Guerre mondiale et cinq durant la Seconde Guerre mondiale.
L'aérodrome de Lure - Malbouhans a servi entre les années 1950 et 1998 (guerre froide) d'annexe de désserrement de la BA 116 Luxeuil-Saint-Sauveur.

## Politique et administration

### Rattachements administratifs et électoraux

Carte départementale représentant en rouge la communauté de communes du Pays de Lure.

La commune fait partie de l'arrondissement de Lure du département de la Haute-Saône. Pour l'élection des députés, elle fait partie de la deuxième circonscription de la Haute-Saône.
Elle faisait partie de 1801 à 1985 du canton de Lure.  Celui-ci a été scindé par le décret du 31 janvier 1985 et la commune rattachée au canton de Lure-Sud. Dans le cadre du redécoupage cantonal de 2014 en France, la commune fait désormais partie du canton de Lure-2.
La commune de Malbouhans fait  partie du ressort du tribunal de proximité, du conseil de prud'hommes et du tribunal paritaire des baux ruraux de Lure, du tribunal judiciaire, du tribunal de commerce de Vesoul, de la cour d'assises de Haute-Saône et de la cour d'appel de Besançon.
Dans l'ordre administratif, elle relève du tribunal administratif de Besançon et de la cour administrative d'appel de Nancy,.

### Intercommunalité
La commune fait partie de la communauté de communes du pays de Lure (CCPL), intercommunalité créée en 1998 et dont le territoire est progressivement passé de huit communes à l'origine à vingt-quatre en 2016.

### Liste des maires

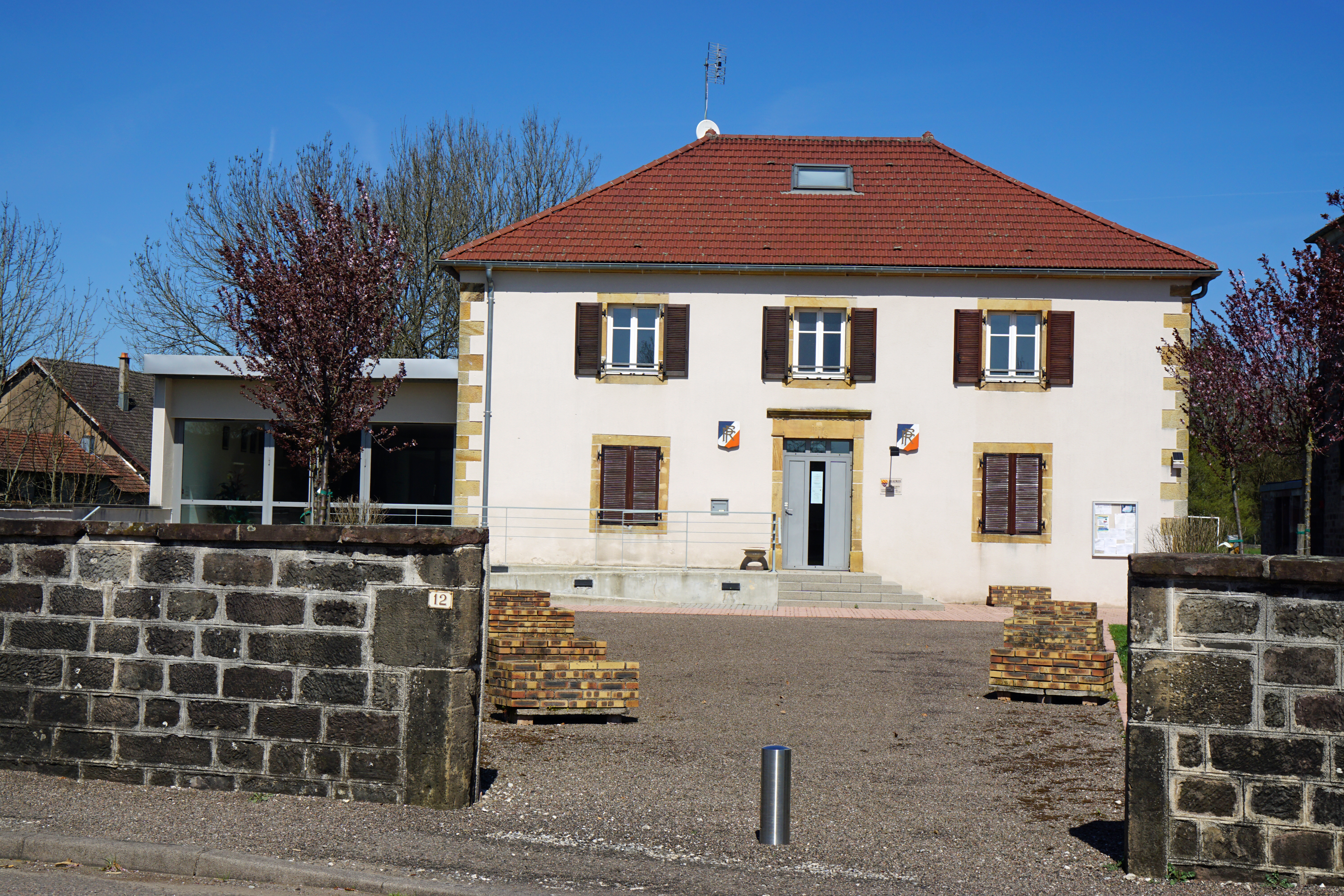
La mairie.

| Période                                  | Période                   | Identité           | Étiquette | Qualité                                          |
| ---------------------------------------- | ------------------------- | ------------------ | --------- | ------------------------------------------------ |
| Les données manquantes sont à compléter. |                           |                    |           |                                                  |
| en 1977                                  | 1981                      | François Pailler   | DVG       |                                                  |
| 1981                                     | 1983                      | Pierre Clément,    |           |                                                  |
| 1983                                     | 1994                      | Bernard Mory       |           |                                                  |
| 1994                                     | mars 2008                 | Jacqueline Richner |           | Institutrice                                     |
| mars 2008                                | mars 2014                 | Jean-Paul Lamboley |           |                                                  |
| mars 2014,                               | En cours (au 30 mai 2020) | Sylvain Masson     | SE        | Chauffeur de taxi Réélu pour le mandat 2020-2026 |

## Population et société

### Démographie
On dénombrait 31 ménages en 1614.
L'évolution du nombre d'habitants est connue à travers les recensements de la population effectués dans la commune depuis 1793. Pour les communes de moins de 10 000 habitants, une enquête de recensement portant sur toute la population est réalisée tous les cinq ans, les populations de référence des années intermédiaires étant quant à elles estimées par interpolation ou extrapolation. Pour la commune, le premier recensement exhaustif entrant dans le cadre du nouveau dispositif a été réalisé en 2007.

En 2022, la commune comptait 333 habitants, en évolution de −4,03 % par rapport à 2016 (Haute-Saône : −1,4 %, France hors Mayotte : +2,11 %).
| 1793 | 1800 | 1806 | 1821 | 1831 | 1836 | 1841 | 1846 | 1851 |
| ---- | ---- | ---- | ---- | ---- | ---- | ---- | ---- | ---- |
| 280  | 291  | 310  | 424  | 536  | 652  | 657  | 675  | 693  |

| 1856 | 1861 | 1866 | 1872 | 1876 | 1881 | 1886 | 1891 | 1896 |
| ---- | ---- | ---- | ---- | ---- | ---- | ---- | ---- | ---- |
| 669  | 689  | 675  | 634  | 655  | 592  | 562  | 536  | 561  |

| 1901 | 1906 | 1911 | 1921 | 1926 | 1931 | 1936 | 1946 | 1954 |
| ---- | ---- | ---- | ---- | ---- | ---- | ---- | ---- | ---- |
| 518  | 502  | 480  | 416  | 381  | 346  | 338  | 324  | 386  |

| 1962 | 1968 | 1975 | 1982 | 1990 | 1999 | 2006 | 2007 | 2012 |
| ---- | ---- | ---- | ---- | ---- | ---- | ---- | ---- | ---- |
| 347  | 333  | 343  | 335  | 356  | 339  | 378  | 383  | 373  |

| 2017 | 2022 | - | - | - | - | - | - | - |
| ---- | ---- | - | - | - | - | - | - | - |
| 335  | 333  | - | - | - | - | - | - | - |

### Éducation

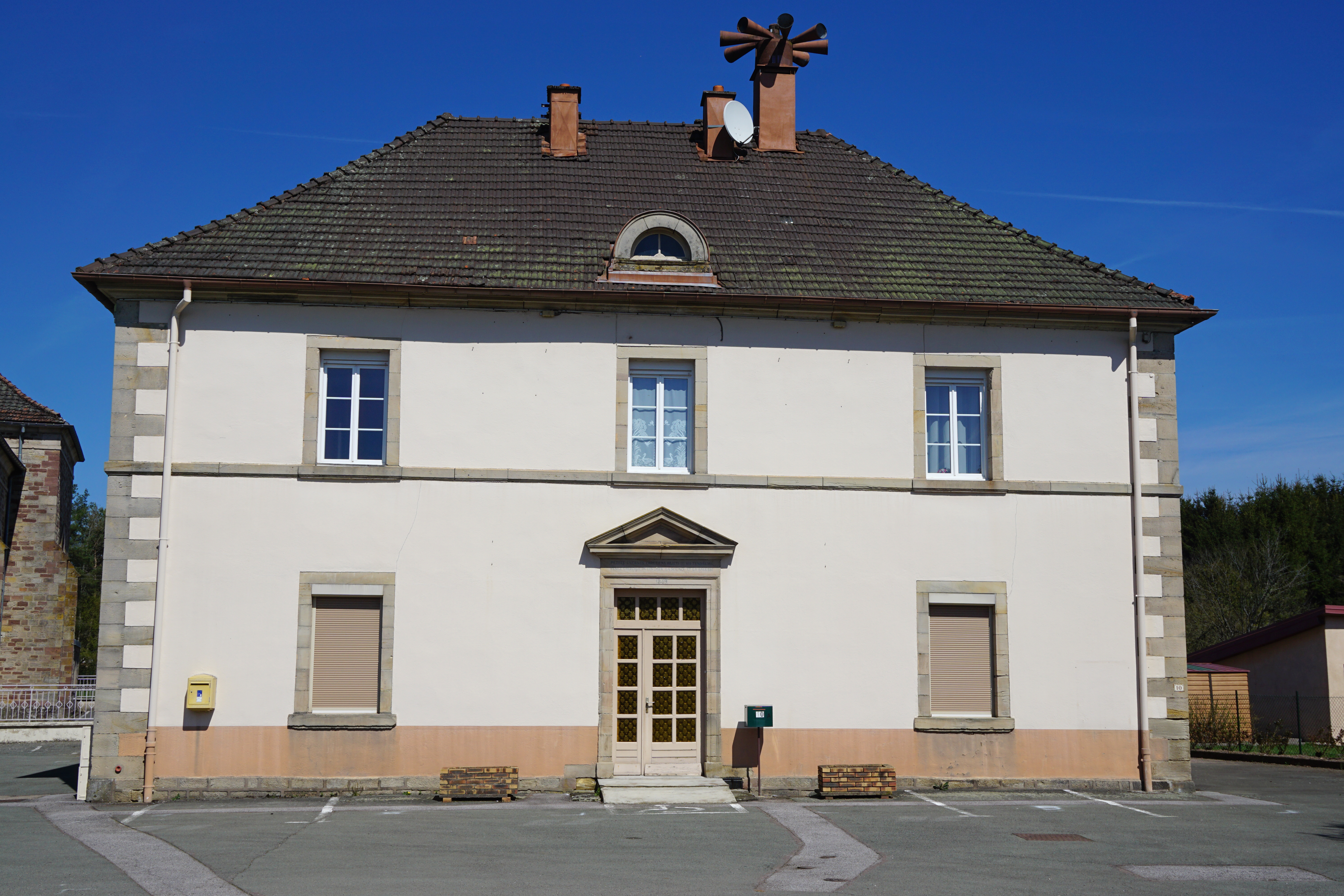
L'école.

La commune ne dispose plus d'école[Quand ?]. Les enfants vont dans la nouvelle école intercommunale situé à 4 km, dans la commune de Saint-Barthélémy[réf. nécessaire].

### Manifestations culturelles et festivités
Chaque année le comité des fêtes de la commune organise :
- Le dernier dimanche d'avril un vide grenier avec restauration sur place ;
- Le premier dimanche de juillet, un grand repas avec cuisse de bœuf et salades, animé de jeux pour réunir les Camboillot(e)s (habitants de la commune) et leurs amis dans la cour de l'ancienne école ;
- À l'automne, la commune accueille des artistes qui accrochent leurs toiles pour le temps d'un week-end.

## Économie
L'économie de la commune est liée à la ville de Lure, où une partie de la population travaille.
Le site de l'aéroport militaire désaffecté de l'OTAN de Lure-Malbouhans, 240 hectares, partiellement classé en ZNIEFF, a été acquis le 18 juillet 2005  par le département de la Haute-Saône pour y implanter le pôle de compétitivité « Véhicule du futur » dit « Aremis-Lure » via un syndicat mixte, le Syma Aremis-Lure. Ce projet, porté par le Syma Aremis-Lure, par ainsi que par la communauté de communes du Pays de Lure ainsi que leurs partenaires (CCI de Haute-Saône et membres du groupe technique Environnement), est d'abord contesté par deux associations de protection de l’environnement. Le Conseil d’État a confirmé la légalité de la décision de créer sur le site une zone d'aménagement concerté (ZAC) d'activité,. Afin de compenser les impacts environnementaux de ce projet, le Syma prévoit de mener un projet de restauration des milieux ouverts au Val de Bithaine, site naturel situé entre Lure et Vesoul.
Le site est proche de la RN 19 et du site de production de Sochaux. En 2021, EDF Renouvelables projette d’installer une centrale photovoltaïque sur ce site. Celle-ci occuperait une surface de 13 ha pour une puissance crête de 17,5 MW (le projet initial prévoyait le double), elle permettrait de couvrir la consommation électrique de 8 844 habitants hors chauffage, soit près de moitié des foyer de la communauté de communes du pays de Lure. Le projet fait l'objet d'une enquête publique début 2025.

## Culture locale et patrimoine

### Lieux et monuments
- L'église.

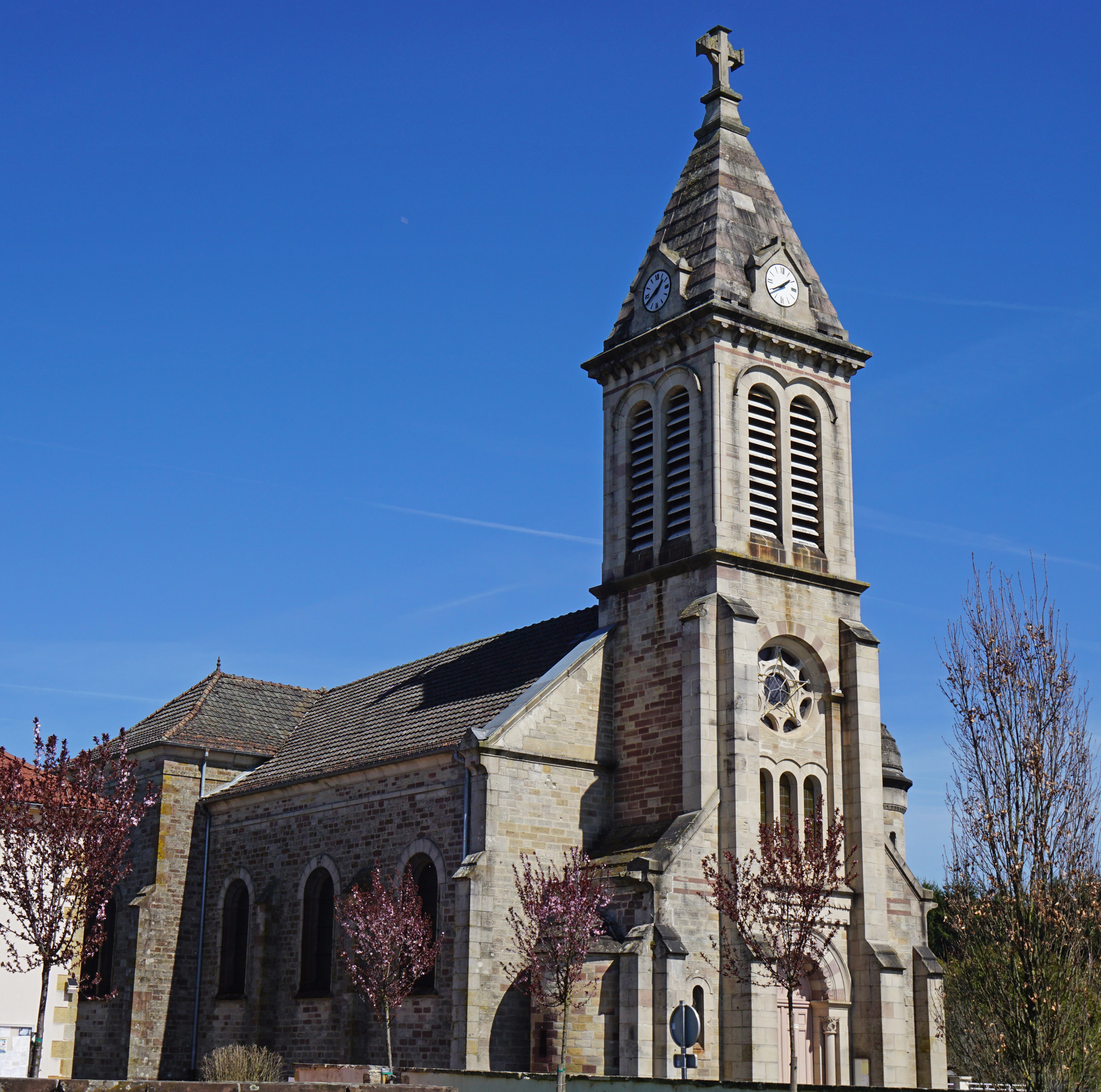
L'église de Malbouhans.
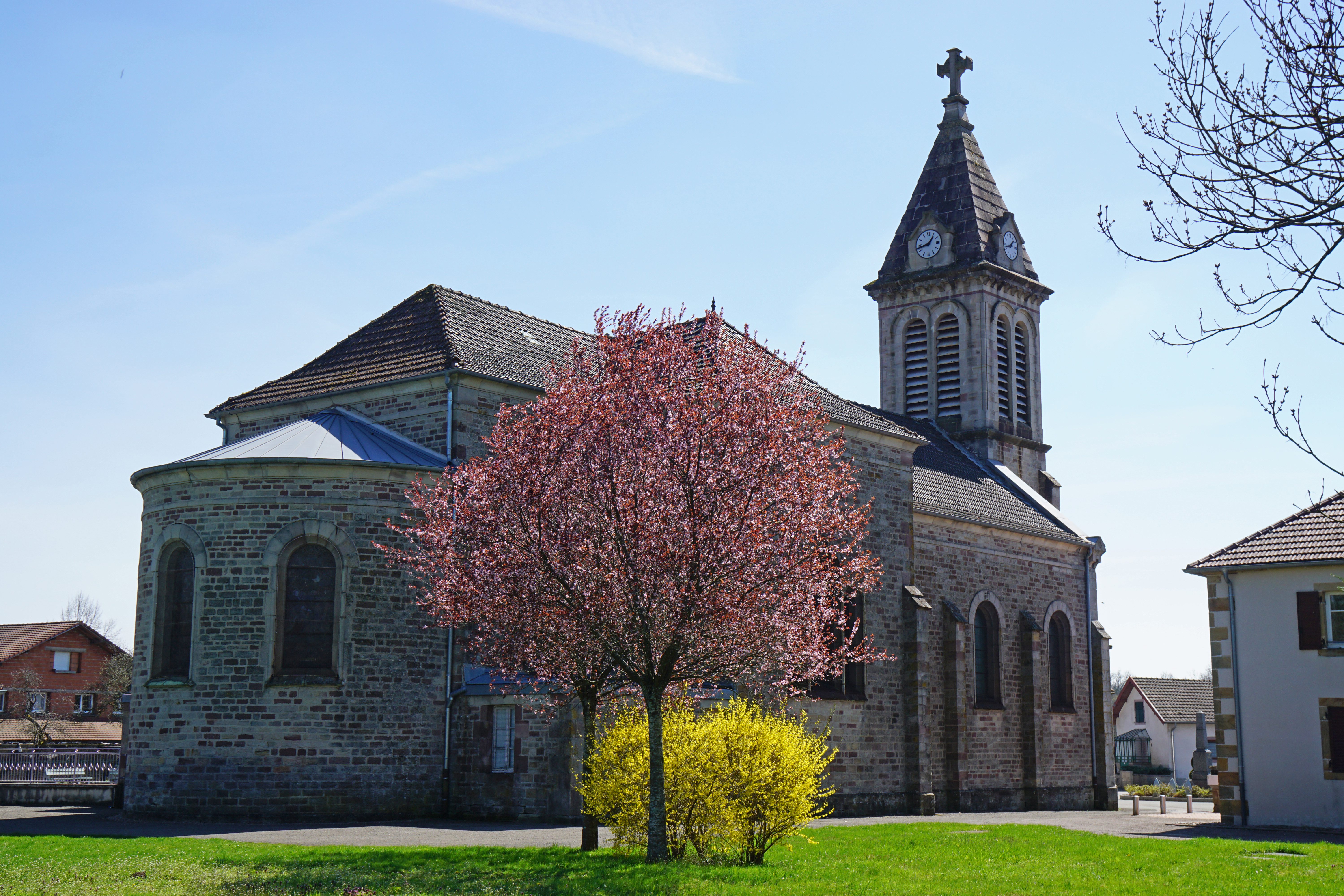
L'arrière de l'église de Malbouhans.
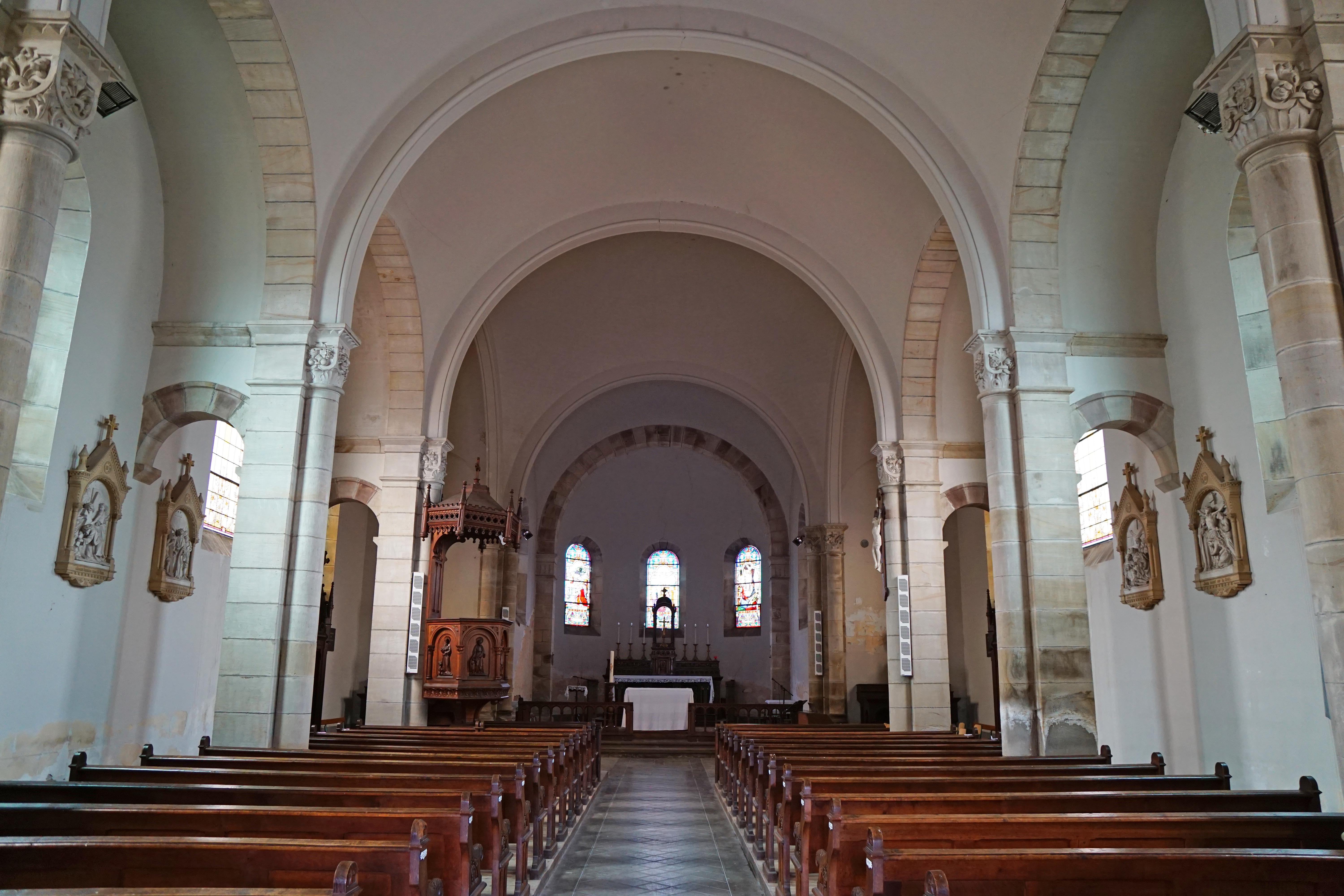
L'intérieur de l'église de Malbouhans.

- L'aérodrome de Lure - Malbouhans, situé au sud-est du territoire communal ;
- La verrerie de la Saulnaire ;
- Le monument aux morts.

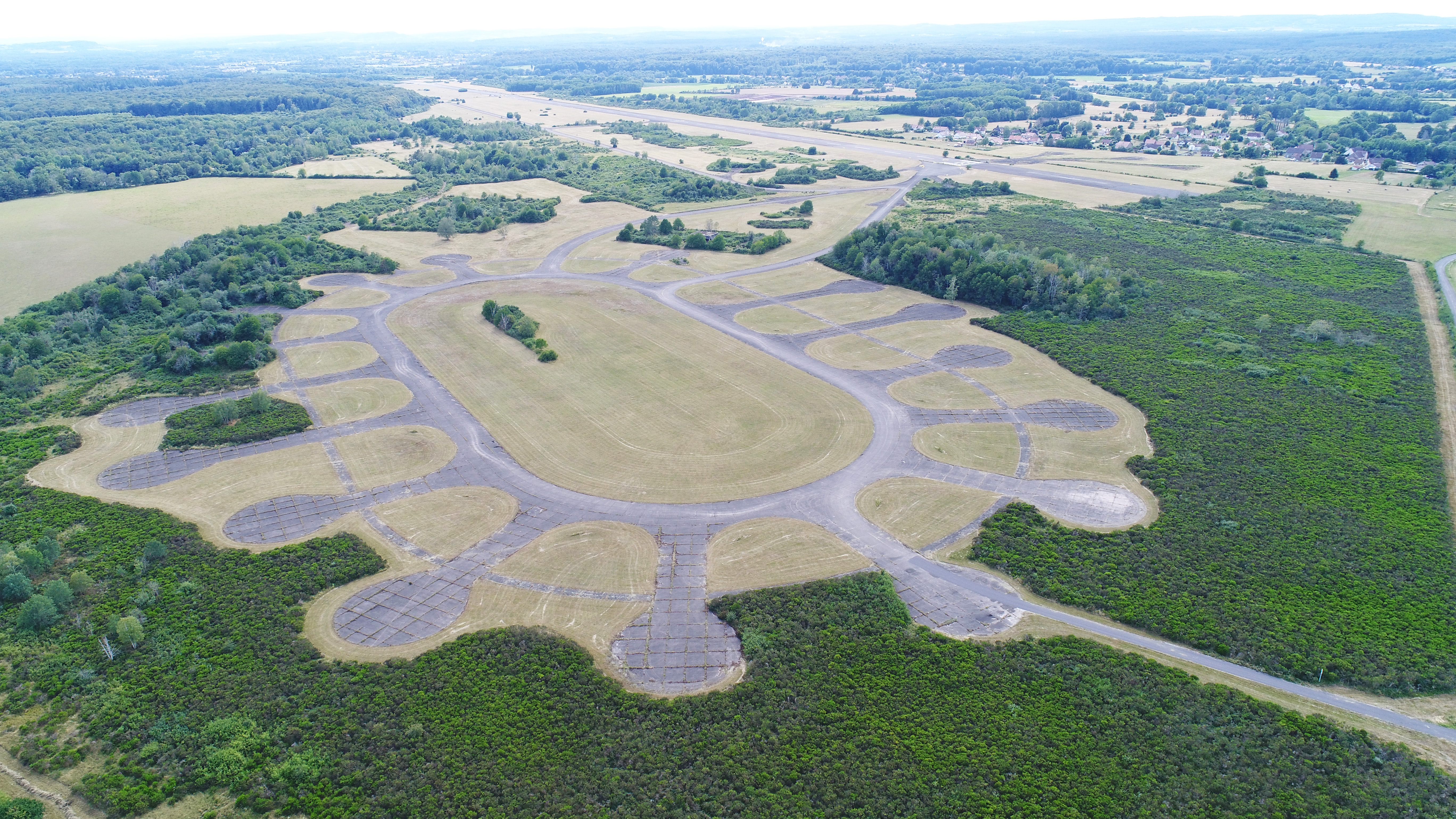
L'aérodrome, vu du côté Malbouhans.
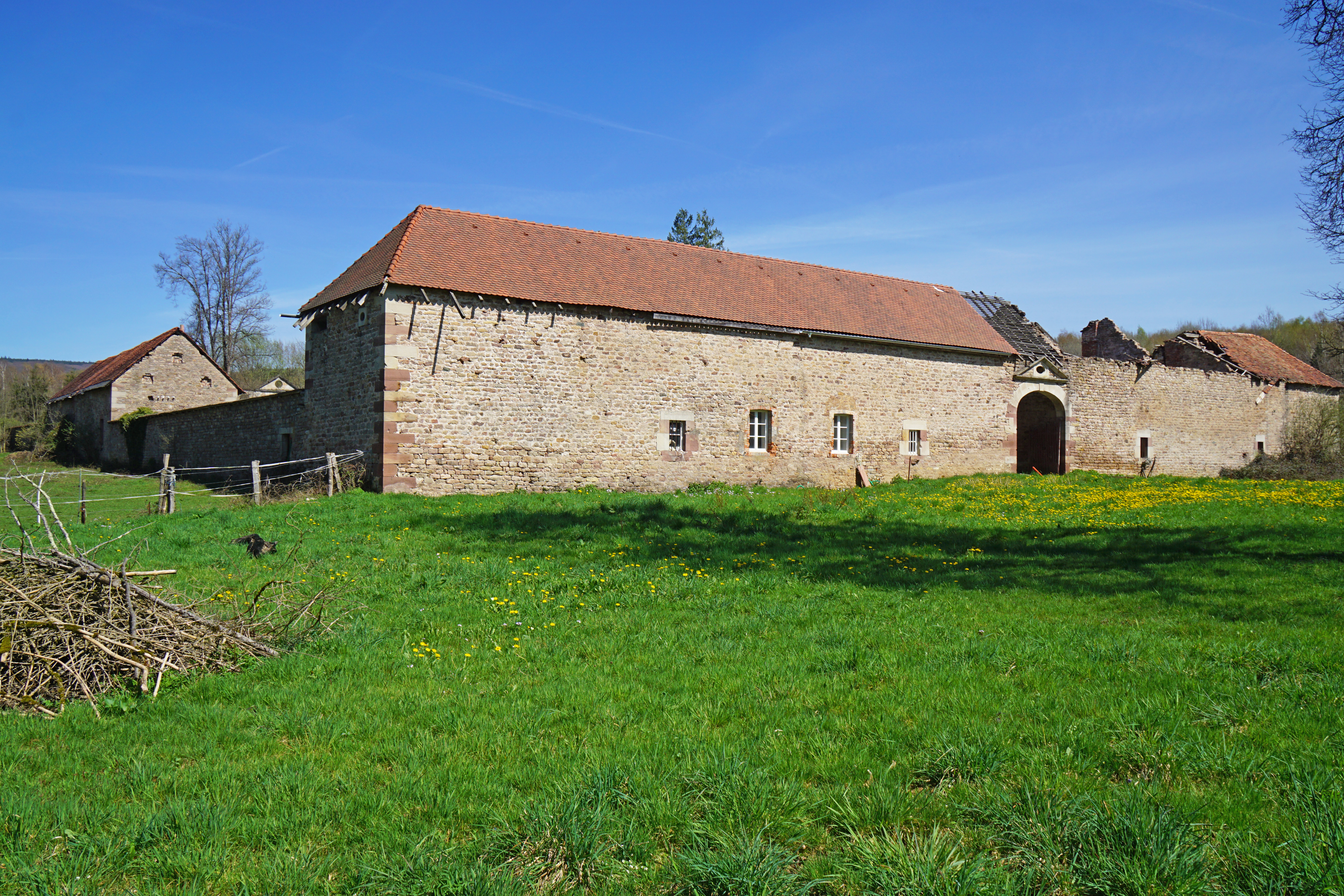
La verrerie de la Saulnaire.
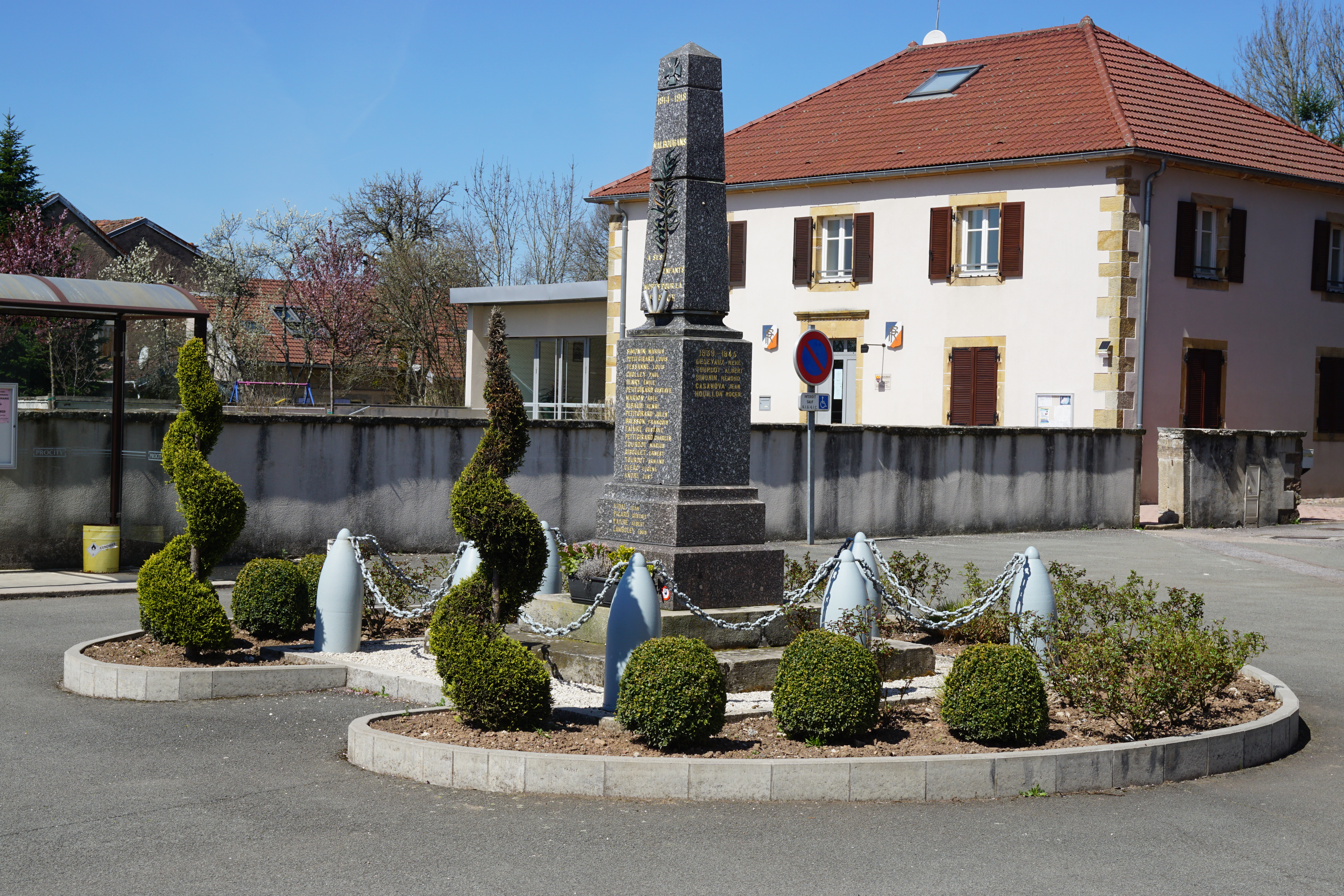
Le monument aux morts.

### Héraldique
| Blason de Malbouhans | Blason  | Coupé : au premier d’or à trois cotices flammées à plomb de gueules, au second de sable à sept feuilles de saule d'argent, 4 et 3. |
| Blason de Malbouhans | Détails | Le statut officiel du blason reste à déterminer.                                                                                   |